# Tindine
Tindine (franska: Tindine (CR), Tindine (Commune Rurale), arabiska: تتاوت) är en kommun i Marocko.   Den ligger i provinsen Taroudannt och regionen Souss-Massa, i den centrala delen av landet, 500 km söder om huvudstaden Rabat. Antalet invånare är 3 612.